# هيله

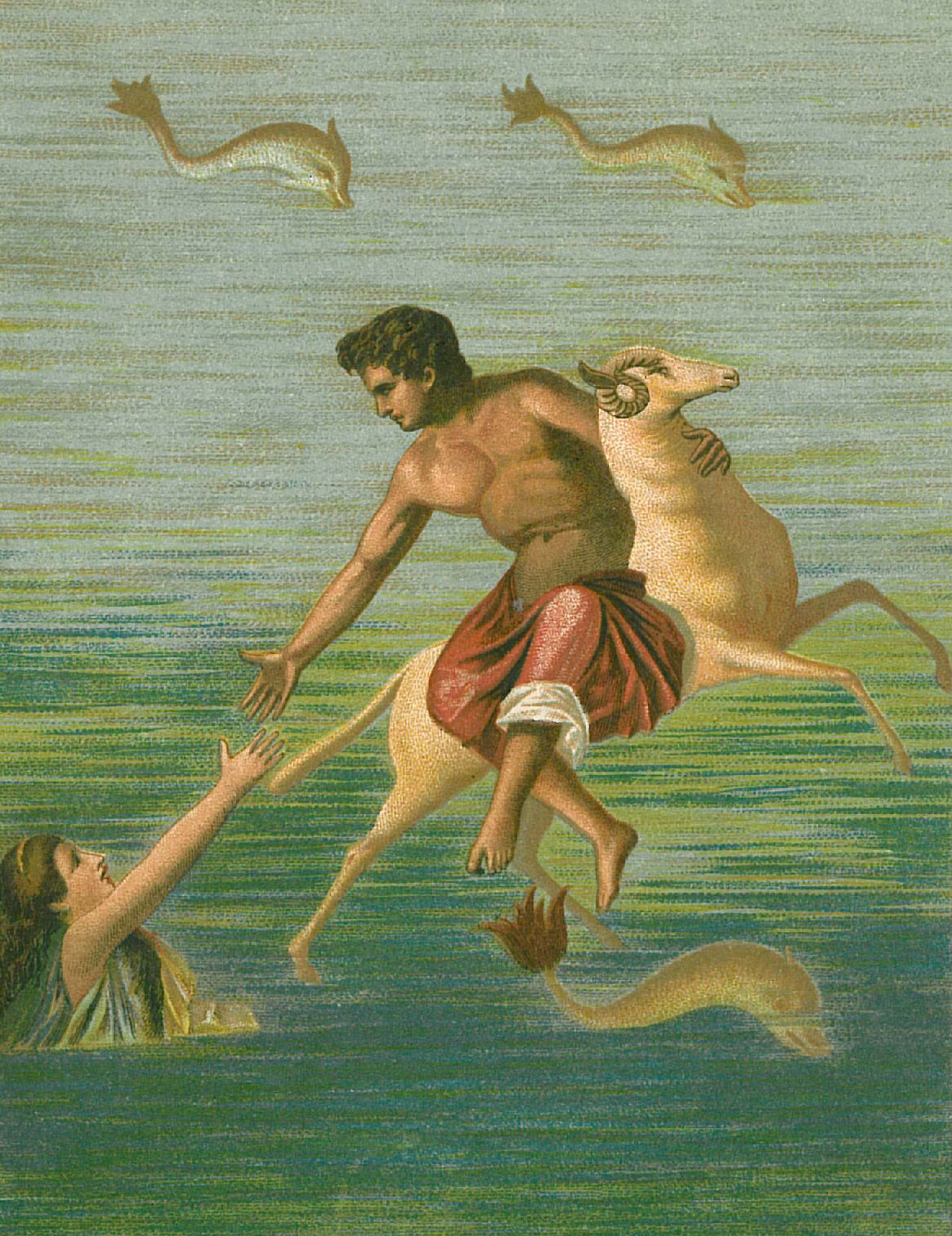
فريكسوس مع هيله

هيله (باليونانية: Ἕλλη)‏ هي شخصية في الميثولوجيا الاغريقية ذكرت في قصة جاسون مع بحارة الأرجو، ذكرت أنها ابنة أثاماس ونيفيله، ذكرت أنها كانت مكروهة من قبل شقيقتها وزوجة والدها إينو وألتي قامت بتحميص جميع محاصيل المدينة حتى لا تنمو، خاف المزارعين من وقوع مجاعة فطلبوا منها المساعدة، طلبت هيله المساعدة من العرافين وطلبت منهم أن يكذبوا ويقولوا أنهم يعانون من اضطهاد فريكسوس وقبل أن يقتل فريكسوس، قام كل من فريكسوس وهيله بإنقاذ الطائر الذهبي المرسل من والدة هيله نيفيلي وألذي كان ساقطاً في الدردنيل وقبل أن يموت فريكسوس أنقذ كل من هيله والطائر وهيأ الطريق لهم إلى كولخيس حيث إستقبلهم هناك ملكهم آيتيس وعاملهم بلطف وأعطى كالكيوبه إبنته لفريكسوس كزوجة له، ثم أعطى فريكسوس لأيتيس الصوف الذهبي له.